# 카오 니아오 마무앙
카오 니아오 마무앙(태국어: ข้าวเหนียวมะม่วง)은 태국의 전통 후식이다. 달고 짠 코코넛밀크를 부은 찹쌀밥에 망고를 곁들여 내는 음식으로, 망고찹쌀밥(영어: mango sticky rice 맹고 스티키 라이스[*])이라고도 불린다.

## 이름
태국어 "카오 니아오 마무앙(ข้าวเหนียวมะม่วง)"은 "망고찹쌀밥"이라는 뜻이다. "카오 니아오(ข้าวเหนียว)"는 "찹쌀, 찹쌀밥"이라는 뜻으로, "쌀, 밥"을 뜻하는 "카오(ข้าว)"와 "찰-"을 뜻하는 "니아오(เหนียว)"로 이루어진 낱말이다. "마무앙(มะม่วง)"은 "망고"를 뜻한다.

## 만들기
불린 찹쌀을 찐 다음, 설탕과 소금을 넣고 뜨겁게 데운 코코넛밀크를 찐 찹쌀밥에 부으면, 달고 짠 코코넛밀크가 밥알에 흡수된다. 이 밥을 썰어놓은 망고와 함께 내는데, 위에 녹두 짜개 볶은 것을 뿌리기도 한다.

## 같이 보기
- 나시 르막
- 라이스 푸딩
- 쏘이
- 키르
- 키리바트
- 후앗